# Nhân tố sinh thái

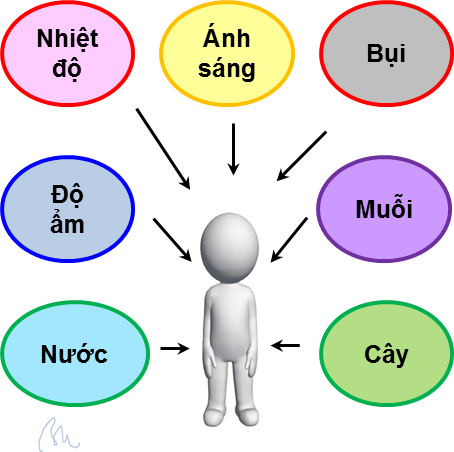
Các thực thể ảnh hưởng đến người là nhân tố sinh thái, gồm nhóm vô sinh (không khí, nước,...) và hữu sinh (muỗi, cây cỏ,...).

Nhân tố sinh thái là nhân tố ở môi trường có ảnh hưởng trực tiếp hoặc gián tiếp đến quá trình sống của sinh vật. Đây là một khái niệm trong sinh thái học, ở các ngôn ngữ khác được gọi là "ecological factor" (tiếng Anh), "facteur écologique" (tiếng Pháp),... đều dùng để chỉ một hay nhiều nhân tố (hoặc yếu tố) ở môi trường sống có tác động đến một hay nhiều sinh vật, còn gọi là nhân tố môi trường (environmental factor).

## Các loại

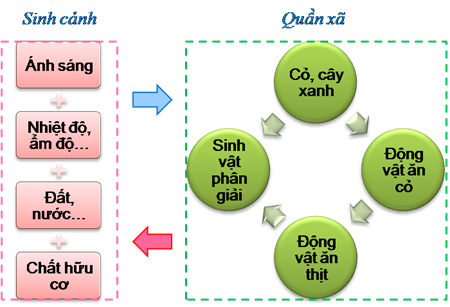
Các nhân tố sinh thái thường gặp trong một hệ sinh thái.

- Các nhân tố sinh thái là những nhân tố tạo nên môi trường sống của sinh vật, có thể ảnh hưởng trực tiếp hoặc gián tiếp tới sinh vật, được chia thành hai nhóm: nhóm các nhân tố vô sinh (vật lí, hóa học) và nhóm các nhân tố hữu sinh (người, sinh vật). Do đó, một hệ sinh thái bao giờ cũng gồm thành phần vô sinh và thành phần hữu sinh.[1][2][3]

a. Thành phần vô sinh của một quần xã bao gồm tất cả các nhân tố không sống, thường gọi là sinh cảnh (biotope) hay môi trường vật lí của quần xã. Thành phần này có thể gồm:
-     Các chất vô cơ (nước, các loại khí như CO2, O2, N2, các loại muối v.v), ánh sáng, nhiệt độ, v.v. trong đó, các nhân tố khí hậu (chủ yếu là ánh sáng, nhiệt độ, ẩm độ v.v) có ảnh hưởng rất mạnh tới quần xã lên cả sinh cảnh
-     Các chất hữu cơ không trong cơ thể sinh vật đang sống, như mùn, chất bã, chất thải hữu cơ, các chất trong những vật thể rơi rụng (lá rơi, lông rụng, xác rắn lột) ... có thể chứa prôtêin, lipid, cacbôhyđrat.v.v. Ở đây gọi tắt là "mùn, bã".
b. Thành phần hữu sinh là quần xã sinh vật, gồm 3 nhóm:  sinh vật sản xuất, sinh vật tiêu thụ và sinh vật phân giải.
-     Sinh vật sản xuất phổ biến là thực vật có khả năng quang hợp gồm cây xanh (trên cạn) và các loại tảo (dưới nước), ngoài ra còn một số loài vi khuẩn quang hợp và hóa hợp.
-     Sinh vật tiêu thụ gồm hầu hết sinh vật dị dưỡng, chủ yếu và phổ biến nhất là các động vật, gồm 3 loại:
+       động vật ăn thực vật (thường gọi là động vật ăn cỏ);
+       động vật ăn động vật (thường gọi là động vật ăn thịt);
+       động vật ăn "mùn, bã" (như bọ hung, giun đất).
-   Sinh vật phân giải (chủ yếu là nấm và nhiều loài vi khuẩn) là các sinh vật dị dưỡng, sống nhờ bằng chất hữu cơ "mùn, bã" có sẵn đồng thời phân hủy chất hữu cơ thành chất vô cơ, trả lại sinh cảnh.
Trong một hệ sinh thái, thành phần vô sinh và thành phần hữu sinh bao giờ cũng tương tác chặt chẽ với nhau.
- Đối với sự sống còn của một sinh vật, các nhà khoa học phân chia các nhân tố sinh thái thành hai nhóm: các nhân tố thiết yếu và các nhân tố ảnh hưởng.

-   Nhóm thiết yếu gồm các nhân tố không thể thiếu đối với sự tồn tại, sinh trưởng, phát triển và sinh sản của sinh vật. Các nhân tố này thay đổi tuỳ loài. Ví dụ: oxy, nước, thức ăn,... với người; cacbônic, muối khoáng,... với cây xanh.
-   Nhóm ảnh hưởng là không bắt buộc phải cần cho sự sống còn của loài, nhưng có thể gây biến đổi mạnh mẽ ở sinh vật, như tia phóng xạ, hoá chất.

## Vai trò

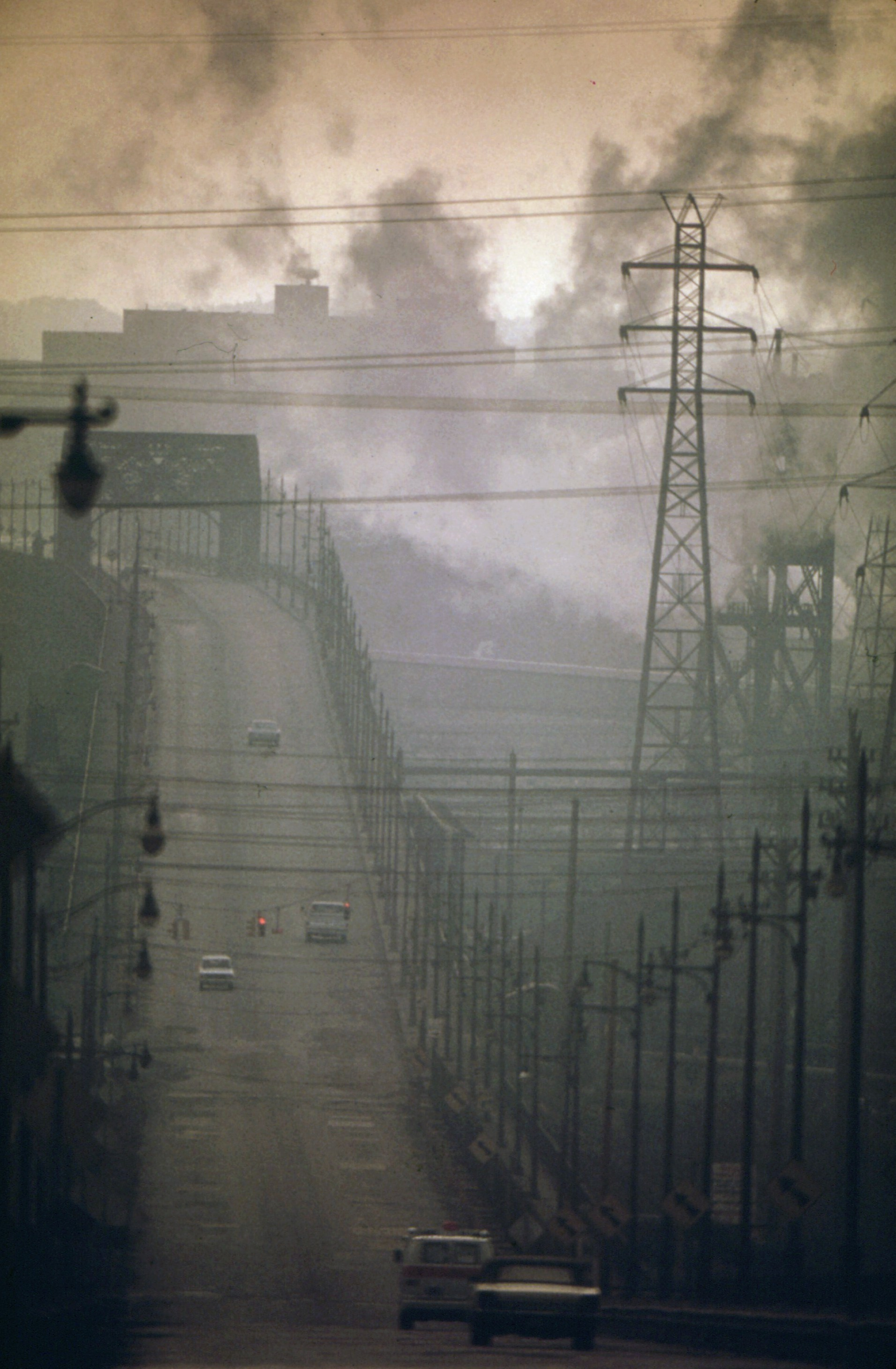
Ô nhiễm không khí gây ra nhiều bệnh.

- Các nhân tố thiết yếu có vai trò sống còn đối với sinh vật, tạo thành ổ sinh thái của loài.
- Các nhân tố ảnh hưởng có thể gây đột biến. Kiểu gen của một sinh vật được biểu hiện thành kiểu hình thông qua một loạt tác động phức tạp trong đó có chịu nhiều tác động của nhân tố ảnh hưởng. Ở mức tác động nhẹ, một kiểu hình (hoặc một tính trạng) có thể thay đổi và đo lường được, chẳng hạn như màu da. Ngoài ra, các nhân tố ảnh hưởng còn gây rối loạn di truyền, điển hình là các chất độc (toxins), sinh vật gây bệnh, phóng xạ. Ở người, rất nhiều chất gia dụng có trong hầu hết tất cả các sản phẩm chăm sóc cá nhân và chất tẩy rửa thông thường có thể gây nhiều bệnh không di truyền hoặc gây đột biến. Nhiều loại ung thư, hen phế quản thường liên quan đến các nhân tố ảnh hưởng.[8] Ngay cả trạng thái tinh thần mất cân bằng có thể gây tự kỷ (autism).[9] Duy trì trạng thái khỏe mạnh, chế độ ăn uống thích hợp, giảm thiểu rượu và bỏ thuốc lá làm giảm nguy cơ phát triển bệnh.[8][9]

## Exposome
Exposome là một khái niệm khá mới, liên quan tới tác động của những nhân tố sinh thái với môi trường sống của con người và Y học.
Exposome bao gồm tập hợp các yếu tố xuất hiện khi con người tiếp xúc với môi trường ngoài, nghĩa là những yếu tố phái sinh, ngoài nhiễm sắc thể, không do di truyền, bổ sung cho bộ gen mà bố mẹ truyền cho, kể từ khi là hợp tử cho đến khi chết. Khái niệm này lần đầu tiên được đề xuất bởi nhà dịch tễ học ung thư Christopher Paul Wild, vào năm 2005  trong một bài báo có tựa đề "Bổ sung bộ gen với exposome: thách thức nổi bật của phép đo tiếp xúc với môi trường ở dịch tễ học phân tử". Vấn đề này đã gây thảo luận sôi nổi với nhiều quan điểm khác nhau kéo dài hơn chục năm nay. Theo nghĩa này, exposome có thể diễn đạt ra tiếng Việt là "thể ngoại" (ngoài nhiễm sắc thể) hoặc "thể phơi nhiễm".
Wild cho rằng: "... exposome gồm tất cả những chất sống hình thành khi tiếp xúc với môi trường ngoài, bao gồm cả tác động ngoại cảnh lẫn lối sống cá nhân". Các tác động của nhân tố sinh thái gây ra những "cảm biến" cá nhân, dấu ấn sinh học hình thành trong cơ thể. Nghĩa là một đứa trẻ ở trong bụng của người mẹ nghiện rượu và hay hút thuốc lá sẽ có những "thể phơi nhiễm" khác với đứa trẻ của người mẹ bình thường.